# Chaetozone curvata
Chaetozone curvata är en ringmaskart som beskrevs av Hartmann-Schröder 1965. Chaetozone curvata ingår i släktet Chaetozone och familjen Cirratulidae. Inga underarter finns listade i Catalogue of Life.